# Louis von Weltzien

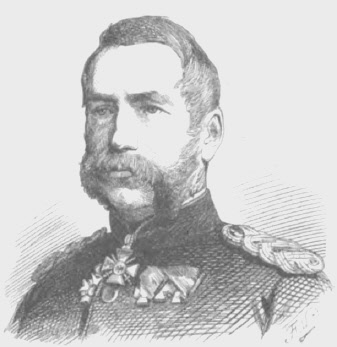
Louis von Weltzien

Peter Friedrich Ludwig „Louis“ von Weltzien (1 tháng 4 năm 1815 tại Bockhorn (Friesland) – 16 tháng 10 năm 1870 tại Wiesbaden) là một sĩ quan Đức, đã được phong đến cấp Trung tướng trong quân đội Phổ. Ông đã từng tham chiến trong cuộc Chiến tranh Áo-Phổ (1866) và cuộc Chiến tranh Pháp-Đức (1870 – 1871).

## Tiểu sử
Louis sinh vào tháng 4 năm 1815 tại Friesland, trong gia đình quý tộc cổ von Weltzien. Ông là con trai của viên Thiếu tá quân đội Oldenburg Maximilian von Weltzien (1776 – 1852) và người vợ của ông này là Johanna, họ Reiche (1789 – 1847).
Năm 14 tuổi, Weltzien gia nhập quân đội Đại Công quốc Oldenburg với tư cách là lính bộ binh, và vào ngày 30 tháng 12 năm 1832, ông được phong quân hàm Thiếu úy. Từ năm 1834 cho đến năm 1837, Weltzien theo học Trường Chiến tranh Tổng quan (Allgemeine Kriegsschule) tại kinh đô Berlin của Phổ. Ông gia nhập Liên đoàn Sinh viên Vandalia Rostock vào năm 1836 và Liên đoàn Hanseatia Rostock vào năm 1837. Đến năm 1840, ông được đổi vào một Bộ Tham mưu Lữ đoàn và vào ngày 1 tháng 5 năm 1841 ông được thăng cấp Trung úy.
Vào năm 1839, ông gia nhập Hiệp hội Văn chương-Xã hội (Literarisch-geselligen Verein) mới được thành lập và tham gia tích cực Phong trào phòng chống rượu chè (Mäßigkeitsbewegung) đang thịnh hành lúc bấy giờ. Kể từ năm 1846 cho đến năm 1848, ông tháp tùng Đại Công tước August tại Đại học Leipzig. Vào năm 1848, ông được bổ nhiệm làm sĩ quan phụ tá lữ đoàn và vào năm 1849, ông tham gia Bộ Tham mưu của Sư đoàn Trừ bị với quân hàm Đại úy trong cuộc chiến tranh chống Đan Mạch. Vào năm 1853, ông được giao quyền hạn của một Tham mưu trưởng Lữ đoàn và được bổ nhiệm làm Giám đốc Trường Quân sự. Đến năm 1856, ông được phong chức Tham mưu trưởng Lữ đoàn và được thăng cấp Thiếu tá vào năm 1857, sau đó vào ngày 1 tháng 2 năm 1859 ông được chuyển đến Frankfurt am Main với vai trò là đại biểu quân sự của Ủy ban quân sự Liên minh các quốc gia Đức.
Sau khoảng 6 tháng làm Tiểu đoàn trưởng, vào ngày 1 tháng 1 năm 1862 ông được phong cấp Đại tá và Trung đoàn trưởng. Đến ngày 30 tháng 4 năm 1865, với cấp bậc Thiếu tướng, Weltzien được bổ nhiệm chức Tư lệnh quân đội Oldenburg và là Lữ trưởng Lữ đoàn Oldenburg-Hansestadt. Vào năm sau (1866), ông chỉ huy lữ đoàn của mình tham gia cuộc Chiến tranh nước Đức chống lại Áo và các bang miền Nam Đức, và đánh bại Sư đoàn Baden trong trận Werbach.
Sau khi thỏa ước quân sự giữa Oldenburg với Phổ quy định toàn bộ lực lượng trợ chiến liên minh của Oldenburg gia nhập biên chế quân đội Phổ, Weltzien được ủy nhiệm vào Bộ Tham mưu của Sư đoàn số 15, đóng quân tại Köln, vào ngày 25 tháng 9 năm 1867.
Sau khi được thăng cấp hàm Trung tướng vào ngày 22 tháng 3 năm 1868, Weltzien được lãnh chức Sư trưởng Sư đoàn số 15 vào ngày 8 tháng 4 năm 18690 và tham chiến trong cuộc chiến tranh giữa Phổ-Đức với Pháp (1870 – 1871). Ông đã chỉ huy sư đoàn của mình chiến đấu một cách tài tình trong trận Gravelotte đẫm máu vào ngày 18 tháng 8 năm 1870. Sau đó, ông tham gia cuộc vây hãm Metz và bị nhiễm bệnh thương hàn tại đây. Nỗi đau về sự hy sinh của người con trai duy nhất của ông là Peter (sinh năm 1852), một tình nguyện viên chiến tranh, đã khiến cho bệnh tình của ông trầm trọng hơn, và vào ngày 16 tháng 10 năm 1870 ông từ trần tại Wiesbaden.
Vào ngày 4 tháng 8 năm 1847, Weltzienđã thành hôn với Marianne, họ Brockhaus (1829 – 1919). Bà là con gái của Friedrich Brockhaus, một chủ hiệu sách và nhà xuất bản.

## Tác phẩm
- Memoiren des Königlich Preußischen Generals der Infanterie L. v. Reiche. Herausgebeben von seinem Neffen Louis von Weltzien. 2 Bände. Leipzig 1857
- Militairische Studien aus Oldenburgs Vorzeit und Geschichte des Oldenburgischen Contingents, Oldenburg 1858.
- Kurzer Lebensabriß des Marschalls Moritz von Sachsen und Auszüge aus seinen Betrachtungen über die Kriegskunst, aus einem am 6. Dezember 1865 in der militärischen Gesellschaft zu Oldenburg vom General von Weltzien gehaltenen Vortrage. Oldenburg 1867